# 哈德斯菲爾德
哈德斯菲尔德（英語：Huddersfield），是英国英格蘭西约克郡柯克利斯中的一座城市，位于伦敦以北360（220英里），人口146,234人。哈德斯菲尔德作为工业革命中的重要城市、英式橄榄球协会的诞生地和哈罗德·威尔逊的故乡而闻名。
哈德斯菲尔德，属于英格兰西约克郡克尔克里斯区的一座大型市镇，地理位置夹在曼彻斯特与利兹之间。距离伦敦310公里，距离最近的城市布拉福10.3公里。
哈德斯菲尔德临近科恩河与霍尔河的交汇处。根据2001年的人口普查，哈德斯菲尔德拥有14.6234万人口，是英国十大市镇之一。它是克尔克里斯区最大的城市区域，也是其政治中心。哈德斯菲尔德以其在工业革命中不可忽视的角色而闻名，并且它是英式橄榄球联盟的诞生地，以及英国首相哈罗德威尔逊的故乡。
今天的哈德斯菲尔德是一座集高等教育、媒体和运动为一身的市镇。哈德斯菲尔德大学正位于此，同时还有6间学院。
哈德斯菲尔德属于维多利亚建筑风格。它的火车站被誉为一等建筑，并被约翰贝杰曼形容为英格兰外观最壮丽的火车站，仅次于伦敦的圣派克若斯。火车站位于圣乔治广场，曾经花费一百万磅进行翻修，紧接着就获得了欧洲文化遗产奖欧洲建筑类。

## 歷史
哈德斯菲爾德4千年前已經有人類居住，是盎格魯-撒克遜人的一個市集，早在1086年完成的《末日審判書》已有記載，當時稱為「Oderesfelt」或「Odresfeld」。於18世紀中期在市鎮的西面出土了一個古羅馬兵營。城堡山則是當地有名的鐵器時代遺跡。

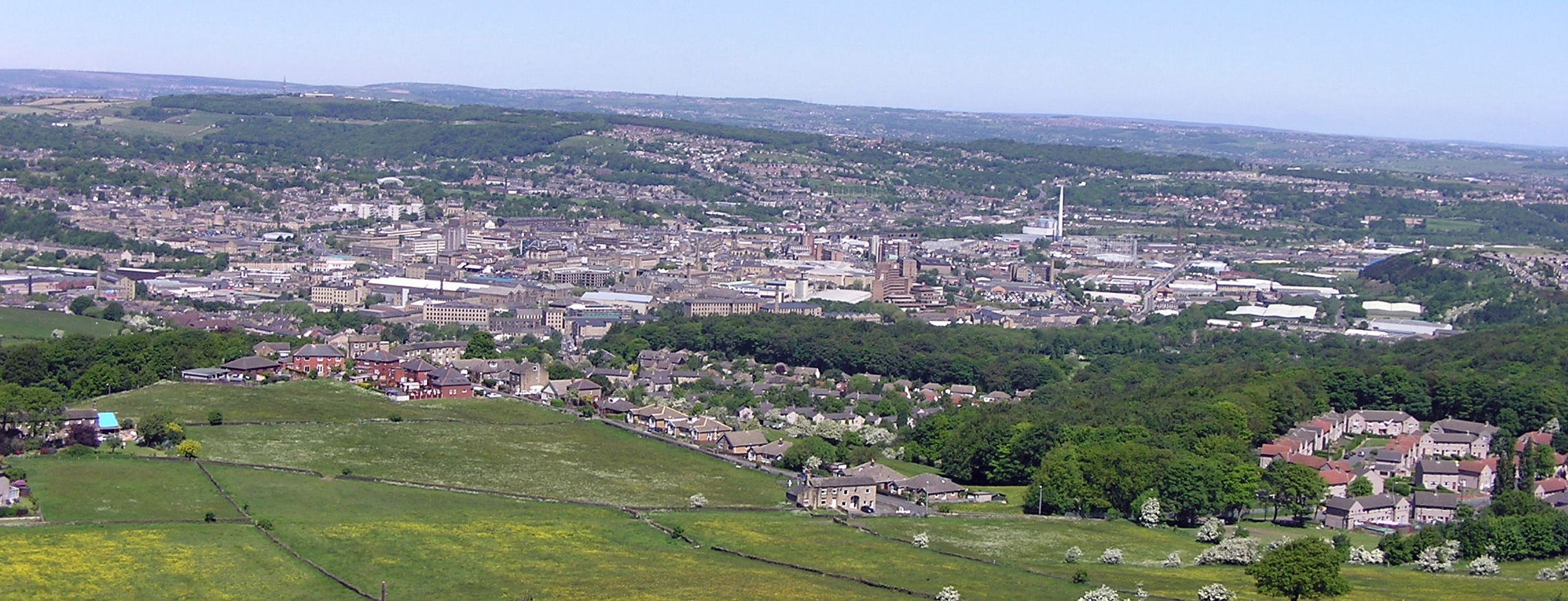

## 圖片集

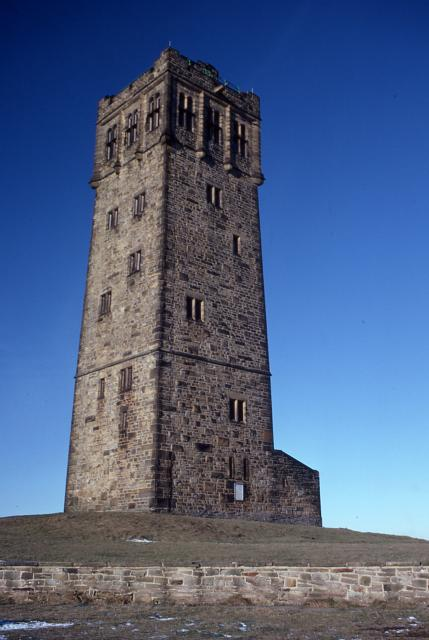
城堡山上的維多利亞塔
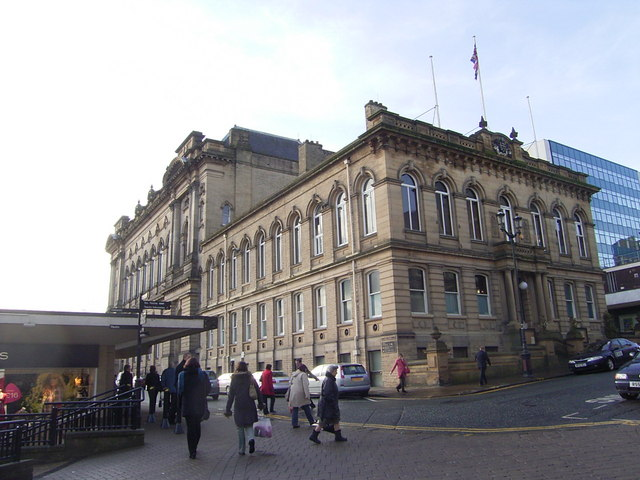
哈德斯菲爾德市政廳
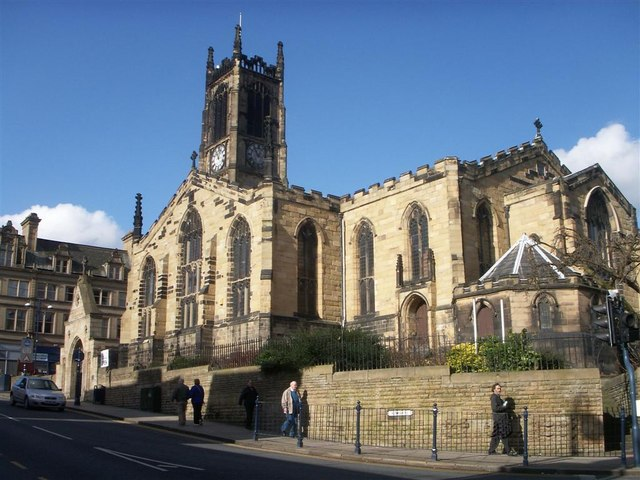
聖彼得教堂（英语：St Peter's Church, Huddersfield）
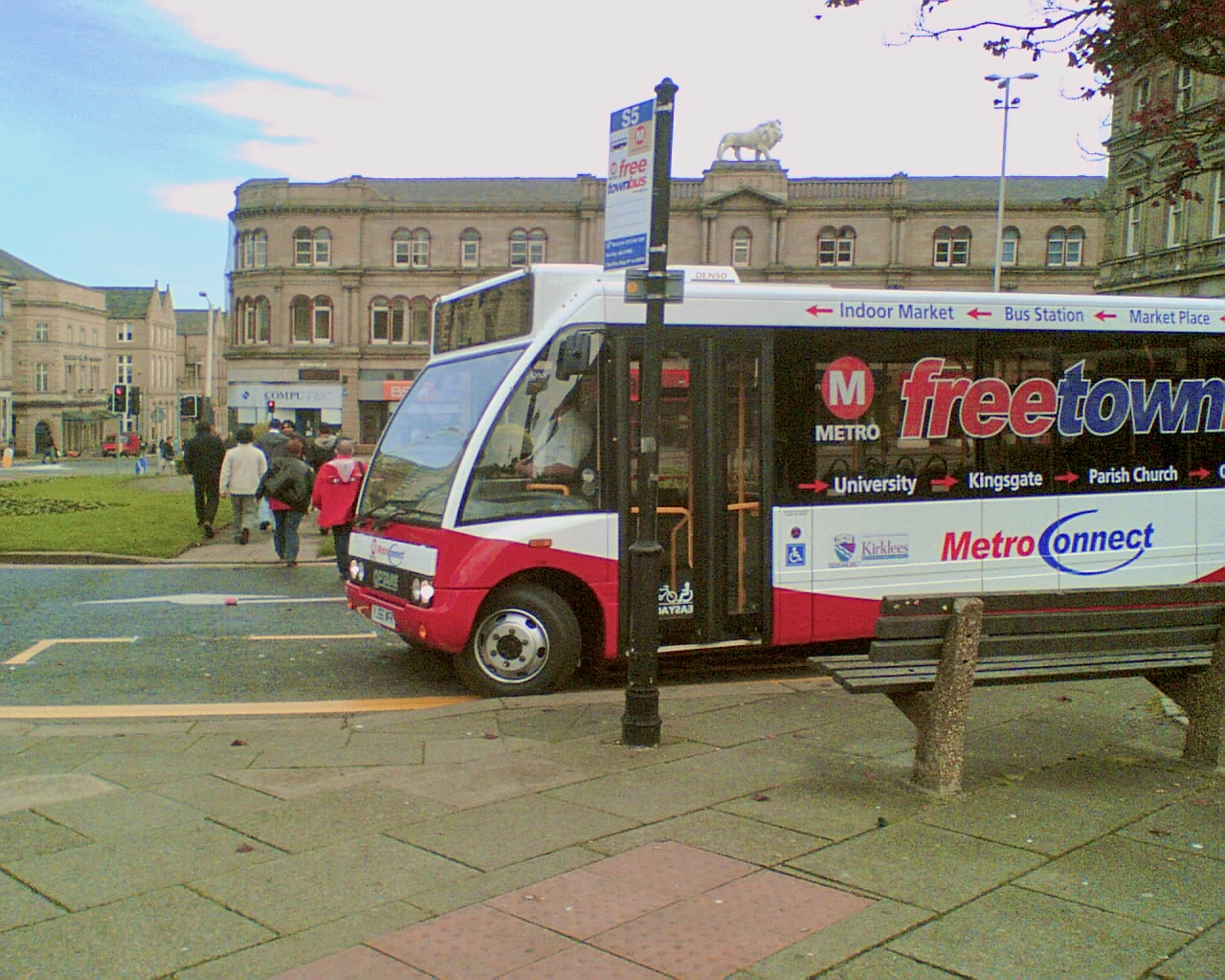
哈德斯菲爾德免費巴士
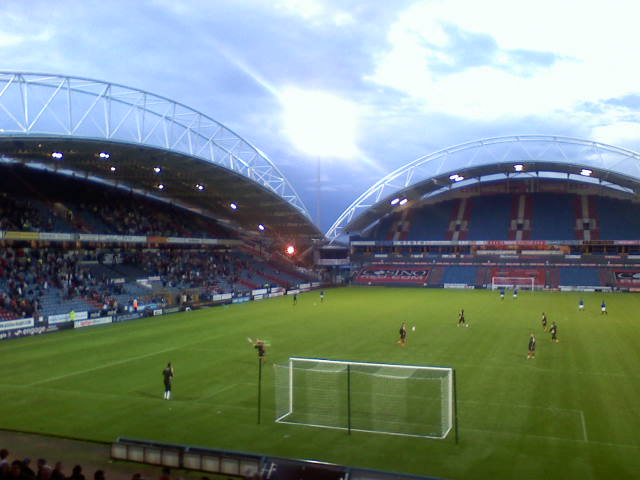
約翰史密斯球場

## 氣候
| 哈德斯菲爾德      | 哈德斯菲爾德 | 哈德斯菲爾德 | 哈德斯菲爾德 | 哈德斯菲爾德 | 哈德斯菲爾德 | 哈德斯菲爾德 | 哈德斯菲爾德 | 哈德斯菲爾德 | 哈德斯菲爾德 | 哈德斯菲爾德 | 哈德斯菲爾德 | 哈德斯菲爾德 | 哈德斯菲爾德 |
| 月份              | 1月          | 2月          | 3月          | 4月          | 5月          | 6月          | 7月          | 8月          | 9月          | 10月         | 11月         | 12月         | 全年         |
| ----------------- | ------------ | ------------ | ------------ | ------------ | ------------ | ------------ | ------------ | ------------ | ------------ | ------------ | ------------ | ------------ | ------------ |
| 平均高温 °C（°F） | 5.1 (41.2)   | 5.4 (41.7)   | 7.4 (45.3)   | 10.0 (50.0)  | 13.5 (56.3)  | 16.1 (61.0)  | 18.3 (64.9)  | 18.0 (64.4)  | 15.3 (59.5)  | 11.7 (53.1)  | 7.8 (46.0)   | 5.6 (42.1)   | 11.2 (52.2)  |
| 平均低温 °C（°F） | 1.7 (35.1)   | 1.6 (34.9)   | 2.9 (37.2)   | 4.5 (40.1)   | 7.2 (45.0)   | 10.0 (50.0)  | 12.2 (54.0)  | 12.1 (53.8)  | 10.0 (50.0)  | 7.4 (45.3)   | 4.3 (39.7)   | 2.4 (36.3)   | 6.4 (43.5)   |
| 来源：            |              |              |              |              |              |              |              |              |              |              |              |              |              |

## 友好城市
- 法國 贝桑松

## 伸延閱讀
- E.A. Hilary Haigh ed. (1992) Huddersfield: A Most Handsome Town – Aspects of the History and Culture of a West Yorkshire Town. Kirklees MC, Huddersfield, pp. 704.